# Décembre 2017
Cette page présente les faits marquants du mois de décembre 2017.

## Évènements
- 1er décembre : l'Iran est frappé par un séisme, de magnitude 6,1.
- 3 décembre :
  - premier tour des élections territoriales en Corse ;
  - élections municipales à Cuba (2e tour).
- 4 décembre : annonce de la mort de l'ancien président yéménite Ali Abdallah Saleh au cours de combats à Sanaa, probablement tué par des rebelles houtis quatre jours après avoir rompu l'alliance qu'il entretenait avec eux. Ceux-ci s'emparent en totalité de Sanaa, la capitale du Yémen.
- 5 décembre :
  - le premier ministre libanais Saad Hariri revient sur sa démission[1] ;
  - première opération chirurgicale en réalité augmentée au monde, réalisée dans l'Hôpital Avicenne, à Bobigny (Seine-Saint-Denis, France)[2] ;
  - le CIO suspend la participation de la Russie aux Jeux olympiques d'hiver de 2018.
- 6 décembre : le gouvernement américain de Donald Trump reconnaît unilatéralement Jérusalem comme capitale d'Israël, et promet d'y faire déménager l'ambassade américaine ; première fois depuis 1967 qu'un État reconnaît Jérusalem comme capitale à la place de Tel Aviv[3].
- 7 décembre :
  - élections législatives au Népal (2e phase).
  - légalisation du mariage homosexuel en Australie, validant ainsi le résultat majoritairement positif de la consultation tenue le mois précédent.
- 9 décembre : le Premier ministre irakien Haïder al-Abadi annonce la fin de la guerre contre l'État islamique[4].
- 10 décembre : deuxième tour des élections territoriales en Corse.
- 11 décembre : après la démission de Beata Szydło, Mateusz Morawiecki devient président du Conseil des ministres de Pologne.
- 12 décembre : sommet international sur le climat (One Planet Summit) près de Paris.
- 13 décembre : après les législatives d'octobre, le cabinet du président du gouvernement tchèque Andrej Babiš prend ses fonctions.
- 14 décembre :
  - une collision entre un car scolaire et un TER tue 5 enfants et fait une dizaine de blessés près de la ville de Millas en France ;
  - la Federal Communications Commission met fin à la neutralité du réseau aux États-Unis.
- 16 décembre : élection de Miss France 2018, Maëva Coucke (Nord-Pas-de-Calais).
- 17 décembre : 
  - élection présidentielle (2e tour) au Chili, Sebastián Piñera est élu président de la République du Chili ;
  - un attentat-suicide de Daech visant des chrétiens pakistanais fait au moins 9 morts et 57 blessés dans une église méthodiste de Quetta, au Pakistan ;
  - l'équipe de France féminine de handball devient championne du monde de handball féminin en battant l'équipe de Norvège de handball féminin tenante du titre ;
  - François Gabart bat le record du tour du monde à la voile en solitaire en 42 j 16 h 40 min 35 s.
- 18 décembre :
  - nommé chancelier fédéral d'Autriche à 31 ans, Sebastian Kurz devient le plus jeune chef de gouvernement de l'Union européenne ;
  - un accident ferroviaire dans l'État de Washington (États-Unis) fait 3 morts.
- 21 décembre : élections au parlement de Catalogne.
- 22 décembre : la tempête tropicale Tembin (en) fait plus de 180 morts, principalement à Mindanao (Philippines)[5].
- 26 décembre : élection présidentielle au Libéria (2e tour), George Weah est élu.
- 27 décembre : un attentat à la bombe dans un supermarché de Saint-Pétersbourg, revendiqué par un groupe dépendant de l'État islamique, fait 13 blessés[6].
- 28 décembre :
  - une série de trois attentats à la bombe et d'un attentat-suicide contre un centre culturel chiite de Kaboul (capitale de l'Afghanistan), revendiquée par l’État Islamique, cause 40 morts et plus d'une trentaine de blessés[7] ;
  - début de manifestations en Iran contre les difficultés économiques et le régime de Hassan Rohani.
- 29 décembre : 
  - un attentat par armes à feu, revendiqué par l'État islamique, fait au moins 9 morts dans une église au sud du Caire (Égypte)[8].
  - démission surprise du premier ministre malien Abdoulaye Idrissa Maïga et de son gouvernement[9].